# Ausnüchterungszelle

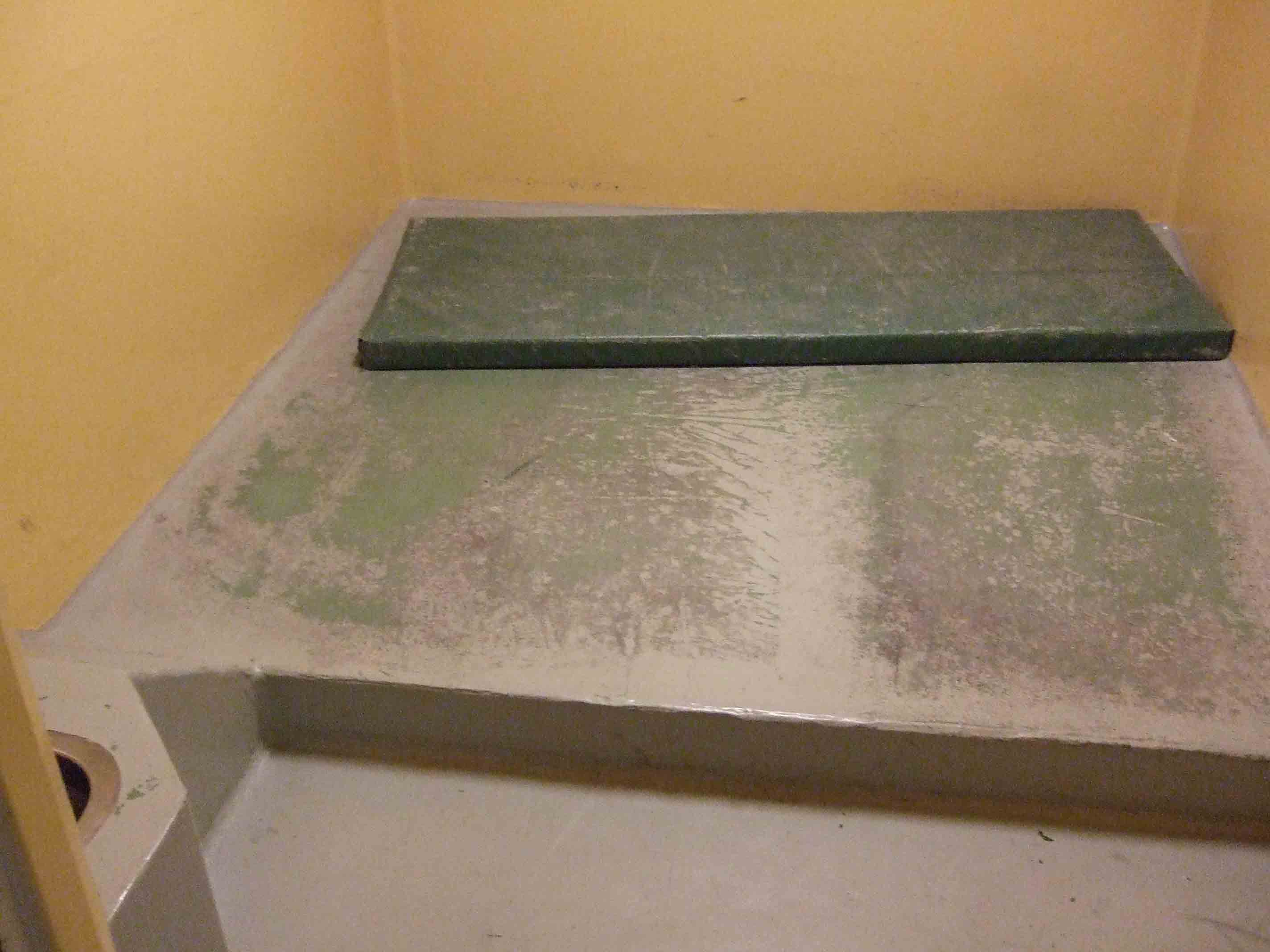
Arrestzelle in Grimstad (Norwegen) mit minimaler Einrichtung, die so auch als Ausnüchterungszelle dienen könnte.

Als Ausnüchterungszelle bezeichnet man Räume, die dazu dienen, unter Alkohol- bzw. Drogeneinfluss stehende Personen bis zur Beendigung ihres Rausches festzuhalten. Derartige Räume können eine eigene Institution darstellen oder einem Krankenhaus, Gefängnis oder sonstigem (zum Beispiel einem Polizeirevier) angegliedert sein.

## Gründe für die Inhaftierung in einer Ausnüchterungszelle
Grund für eine Inhaftierung in einer Ausnüchterungszelle kann sein, dass die eingesperrte Person sich oder andere ernst und unmittelbar gefährdet. Ebenso ist möglich, dass die Person aus einem nicht mit dem Rausch zusammenhängenden Grund inhaftiert wurde, aber zum Zeitpunkt der Verhaftung berauscht war und die Polizei die Person deswegen zuerst unter kontrollierten Bedingungen ausnüchtern lassen will.

## Einrichtung und Ausstattung
Der Begriff der Ausnüchterungszelle ist weder exakt definiert noch ein Fachbegriff. Im Bundesrecht der Schweiz wird er nicht verwendet. Auch eine gewöhnliche Gefängniszelle, die ausnahmsweise zur Ausnüchterung einer inhaftierten Person verwendet wird, ist in diesem Sinne eine Ausnüchterungszelle.
Spezialisierte Ausnüchterungszellen zeichnen sich dafür – im Vergleich zu normalen Zellen – durch eine karge Einrichtung aus. Sie sind in vielen Fällen durchgehend oder zumindest größtenteils gefliest, um die Reinigung zu erleichtern. Dies drängt sich gerade aufgrund der Folgen einer Alkoholvergiftung auf, wozu Erbrechen sowie unkontrollierte Miktion gehören können.
Um Sachbeschädigung zu verhindern, enthalten Ausnüchterungszellen zumeist auch keine beweglichen Möbel. Die Toilette ist beispielsweise als Hocktoilette ausgestaltet und das Bett ist eine (ebenfalls geflieste) Erhebung im Boden. Wie bei anderen Gefängniszellen auch, wird teilweise der Versuch unternommen, Inhaftierte zu beruhigen, indem der Raum in einer Farbe gehalten wird, von der sich der Betreiber einer beruhigende Wirkung erhofft. Dies ist häufig Pink. Die Wirkung hiervon ist indessen umstritten.
Da Personen, die in eine Ausnüchterungszelle verbracht werden, häufig über einen instabilen Gesundheitszustand verfügen (zum Beispiel Alkoholvergiftung) und daher einer medizinischen Überwachung bedürfen, werden Ausnüchterungszellen unter anderem Spitälern angegliedert oder von medizinischem Fachpersonal betreut. Dies ist beispielsweise im Kanton Zürich der Fall.

## Kosten
Der Betrieb von Ausnüchterungszellen ist – je nach Ausstattung und Betreuung – mit erheblichen Kosten verbunden. So geht der Kanton Zürich von Kosten von 1,7 Millionen Franken pro Jahr für den Betrieb seiner Ausnüchterungszellen aus.  Bei vorhandener gesetzlicher Grundlage können diese Kosten in Form von Gebühren zumindest teilweise auf die auszunüchternde Person überwälzt werden, was in zwölf Kantonen der Fall ist.